# یواس‌اس اسکالپین (اس‌اس‌ان-۵۹۰)
یواس‌اس اسکالپین (اس‌اس‌ان-۵۹۰) (به انگلیسی: USS Sculpin (SSN-590)) یک زیردریایی بود که طول آن ۲۵۱ فوت ۹ اینچ (۷۶٫۷۳ متر) بود. این زیردریایی در سال ۱۹۶۰ ساخته شد.